# Douglas Haig
Douglas Haig, I conte Haig (Edimburgo, 19 giugno 1861 – Londra, 29 gennaio 1928), è stato un generale e nobile britannico, comandante durante la prima guerra mondiale della British Expeditionary Force (BEF) durante la battaglia della Somme e la quella di Passchendaele.
La sua condotta a capo della BEF lo rese uno dei comandanti militari più controversi della storia britannica.

## Biografia

### I primi anni

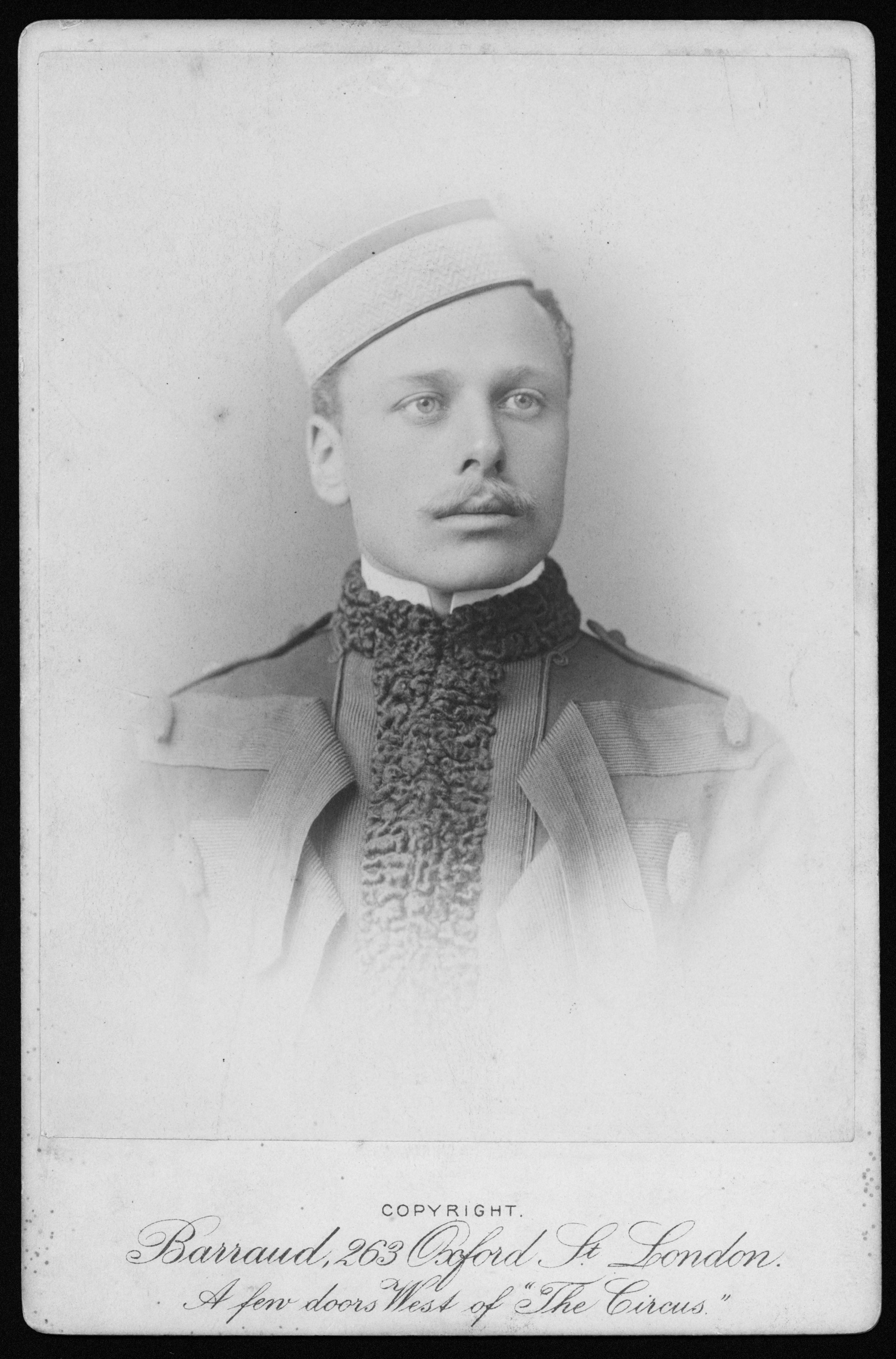
Douglas Haig, ventitreenne, nel corpo degli ussari in una fotografia del 1885

Nacque ad Edimburgo, figlio di John Haig, proprietario della nota distilleria di whisky Haig & Haig. Frequentò il Clifton College e, in seguito, il Brasenose College, presso l'Università di Oxford. Nel 1884 si iscrisse al Royal Military College. L'anno successivo fu assegnato al 7º Reggimento Ussari della Regina e poco dopo promosso tenente. Nel 1887 prestò servizio dapprima in India, dove venne promosso aiutante di reggimento nel 1888, vivendo così la prima esperienza amministrativa. Salì al grado di capitano nel 1891.
Il suo primo servizio attivo avvenne nel 1898 con Horatio Kitchener, nella battaglia di Omdurman, dove venne assegnato alle forze di cavalleria dell'esercito egiziano. Nel 1899 prestò servizio nella seconda guerra boera, in cavalleria, ricoprendo ulteriori compiti amministrativi, in qualità di viceassistente aiutante generale. Durante le operazioni di Colesburg, Haig ebbe un breve incarico di capo di stato maggiore del maggior generale John French, quindi fu assistente aiutante generale della divisione di cavalleria, ottenendo, nei dispacci ufficiali, quattro menzioni. Il suo servizio in Sudafrica suscitò l'attenzione di John French e dello stesso Horatio Kitchener, ufficiali di alto grado che ebbero un ruolo importante nel corso della prima guerra mondiale.
Dal 1901 al 1903 fu ufficiale comandante del 17º Lancieri. Ebbe il titolo di aiutante di campo di re Edoardo VII nel 1902, conservando la posizione fino al 1904. Lasciato il 17º Lancieri, quando Lord Kitchener venne nominato comandante in capo delle forze indiane, tornò in India, diventano in breve ispettore generale della cavalleria. Nel 1904 fu promosso come il più giovane maggior generale del tempo.
L'anno successivo sposò Dorothy Maud Vivian, che gli diede quattro figli: Alexandra (nata nel 1907), Victoria (nata nel 1908), George (nato nel 1918), e Irene (nata nel 1919). Nel 1906 ritornò in Inghilterra come direttore dell'addestramento militare. Durante questo periodo assisté il segretario di Stato per la guerra Richard Haldane nella sua riforma dell'esercito, intesa a prepararsi per la futura guerra europea che si già si profilava all'orizzonte. Nel 1907 fu nominato direttore delle operazioni dello stato maggiore generale. Nel 1909 si recò nuovamente in India , come comandante in capo delle forze indiane, l'anno successivo fu promosso tenente generale, dal 1912 al 1914 comandante in capo della base di Aldershot e aiutante di campo di re Giorgio V. Nelle grandi manovre del settembre 1912 fu sonoramente battuto da James Grierson, nonostante godesse di molti vantaggi tattici.

### La prima guerra mondiale

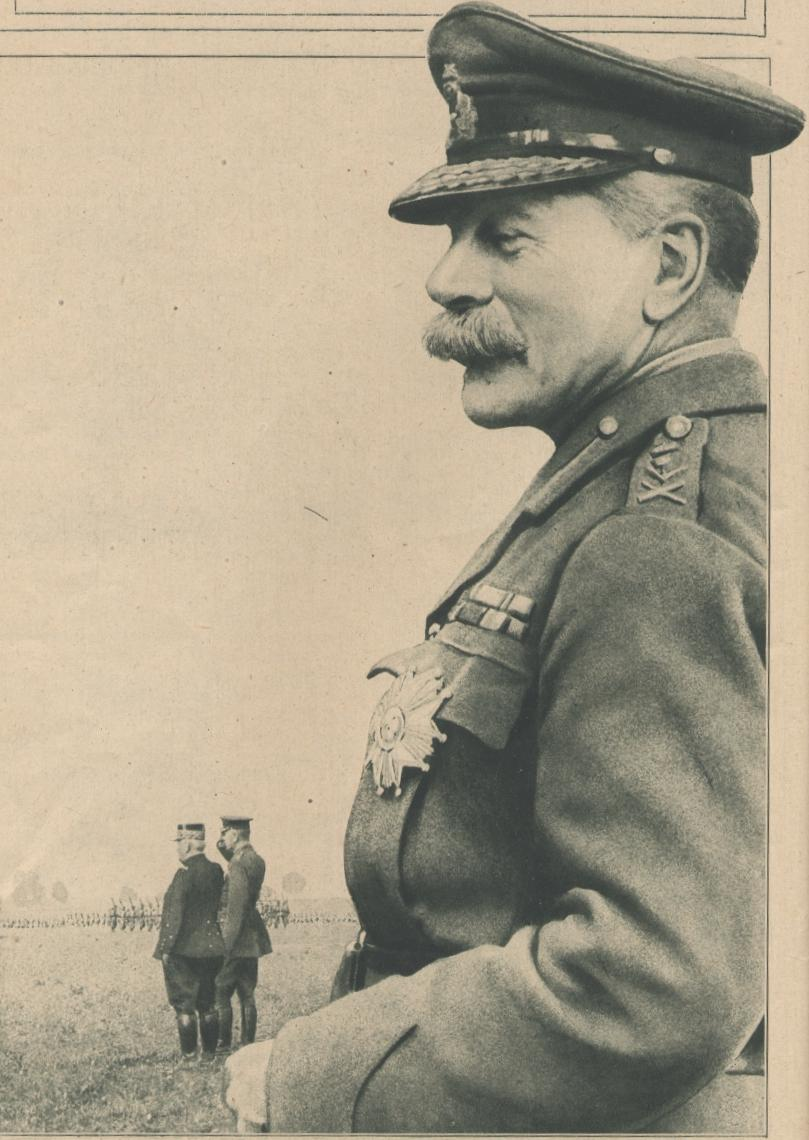
Douglas Haig nel 1916

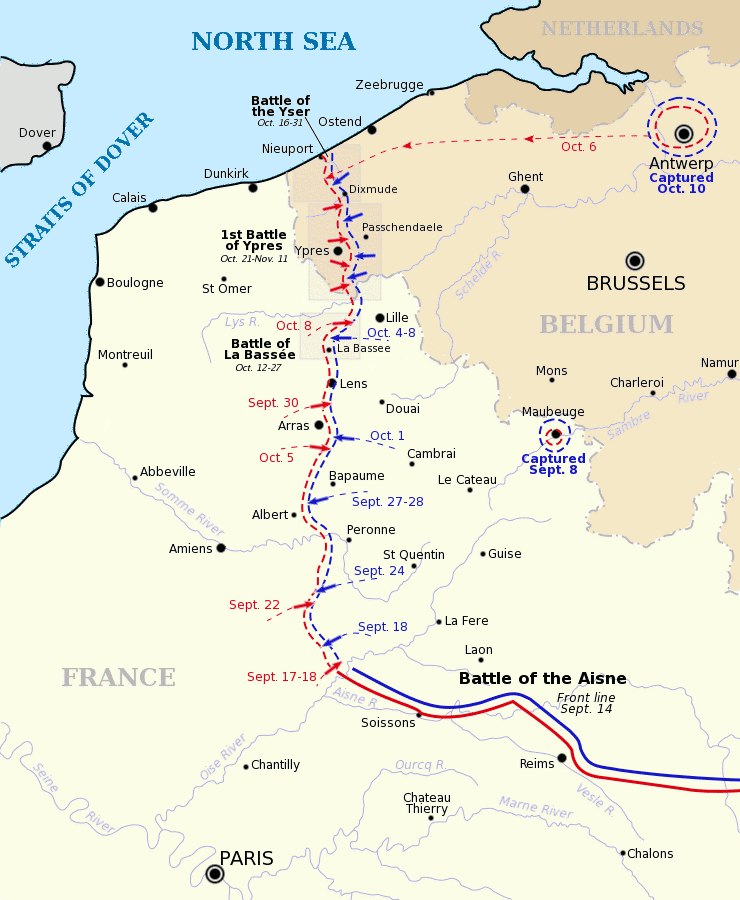
Mappa del fronte occidentale nel 1914.

Allo scoppio della guerra nell'agosto 1914, Haig aiutò nell'organizzazione della British Expeditionary Force, comandata da John French. Come stabilito dal comando di Haig ad Aldershot, fu integrato nel I Corpo d'armata, con il comando di metà della BEF. Presto iniziarono le tensioni: Haig e Lord Kitchener, che all'epoca era segretario di Stato per la guerra, si scontrarono con French in relazione al dispiegamento della BEF; French sostenne, davanti al consiglio di guerra, che era necessario posizionarla in Belgio, grazie al supporto tattico riposto nelle numerose fortezze esistenti, mentre Haig e Kitchener proposero di schierarla per il contrattacco ad Amiens, prevedendo che la BEF avrebbe dovuto abbandonare le proprie posizioni in Belgio una volta che il debole esercito belga fosse collassato, il che avrebbe costretto ad una ritirata con perdita di molta parte dell'equipaggiamento. Durante un'ispezione reale ad Aldershot, Haig disse a re Giorgio V di avere «gravi dubbi» riguardo alla competenza di French.

#### Lo sbarco della British Expeditionary Force sulle coste francesi
La BEF sbarcò in Francia il 14 agosto 1914 e avanzò in Belgio, dove John French intendeva riunirsi alla 5ª Armata francese del generale Charles Lanrezac a Charleroi. Durante l'avanzata la BEF incontrò per la prima volta i tedeschi a Mons il 23 agosto 1914: i tedeschi furono sconfitti, ma la BEF fu costretta alla ritirata dopo che Lanrezac ebbe ordinato alla propria armata di ritirarsi, esponendo con ciò il fianco destro britannico.
La ritirata dei due corpi d'armata venne condotta separatamente perché li divideva la foresta di Mormal: dovevano riunirsi a Le Cateau, ma il I Corpo d'armata di Haig non andò molto oltre Landrecies, lasciando un'ampia breccia. Gli scontri fra i propri uomini e le forze tedesche a Landrecies indussero Haig ad inviare un drammatico rapporto a John French, ponendolo in una condizione di ulteriore apprensione. Il giorno successivo, 26 agosto 1914, il II Corpo d'armata di Horace Smith-Dorrien dovette combattere a Le Cateau senza il supporto di Haig. La battaglia comunque rallentò l'avanzata tedesca.
Il comandante francese Joseph Joffre, il 25 agosto 1914, aveva dato ordine alle proprie forze di ritirarsi sulla Marna, costringendo la BEF a condurre una lunga e ardua ritirata per adeguarsi ai movimenti francesi. I dubbi di John French riguardo alla competenza del proprio alleato causarono ulteriori indecisioni e lo condussero infine a ritirare la BEF a sud della Senna. Lord Kitchener, in uniforme da field marshal, intervenne il 1º settembre 1914, con una visita personale per dissuadere French, ordinandogli di continuare la cooperazione con Joffre.

#### La difesa di Parigi e la battaglia della Marna
La difesa di Parigi iniziò il 5 settembre 1914, con la battaglia della Marna. La BEF non fu in grado di prendervi parte fino al giorno 9. La battaglia terminò il giorno successivo: i tedeschi furono fermati, e, anzi, iniziarono per di più a ritirarsi sull'Aisne abbandonando il piano Schlieffen.
Dopo i successi difensivi di Mons e di Ypres, Haig fu promosso generale e comandante in seconda della BEF sotto John French. Nel dicembre 1915 prese il posto di French, quando questi fu rimosso e ritornò in Gran Bretagna per comandare le forze territoriali. Haig aveva tramato per rimuovere French dicendo a Giorgio V che French era "una fonte di grande debolezza per l'esercito, e nessuno più confidava in lui".
Diresse molte delle campagne britanniche, compresa la parte avuta nella battaglia della Somme, in cui le forze sotto il suo comando subirono oltre trecentomila perdite, con un piccolo guadagno territoriale, e la battaglia di Passchendaele. Le tattiche seguite da Haig in queste battaglie furono oggetto di controversie, con molti critici, tra cui l'allora primo ministro Lloyd George, a contestargli grandi e inutili perdite per piccoli guadagni tattici. Nel 1917 Haig fu nominato field marshal.
Nel 1918, dopo l'offensiva finale tedesca, le forze di Haig raccolsero molti successi prima del collasso tedesco e della fine della guerra. Gli eserciti francese, statunitense e belga insieme catturarono 196.700 prigionieri di guerra e 3.775 cannoni fra il 18 luglio 1918 e la fine della guerra. Le forze di Haig, numericamente assai inferiori ai francesi, catturarono nello stesso periodo 188.700 prigionieri e 2.840 cannoni. Lo storico militare Gary Sheffield ha definito questa impresa «di gran lunga la maggiore vittoria militare nella storia britannica».
Haig ebbe frequenti disaccordi e relazioni tese sia con il primo ministro che con le sue controparti francesi, soprattutto con Nivelle e Foch.
Haig utilizzò per primo i carri armati, i tank (tanica), per spianare il filo spinato. La maggior parte degli alti gradi non era favorevole, mentre lo era Winston Churchill, primo lord dell'ammiragliato, che ne aveva appoggiato il progetto. Il loro debutto non fu decisivo: lentissimi, inaffidabili e male utilizzati. Al loro apparire i 32 tank schierati spaventarono i fanti tedeschi, ma presto la maggior parte si arenò, bloccò o fu colpita dai cannoni tedeschi. Nessuno se ne entusiasmò, neppure i generali tedeschi, ma Haig ne richiese altri mille, che ottennero, nel prosieguo della guerra, migliori risultati.

### Gli ultimi anni

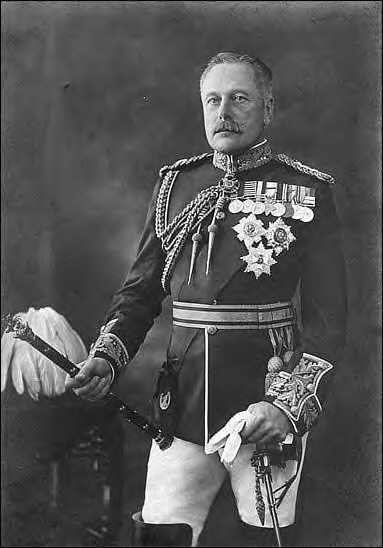
Douglas Haig, in alta uniforme

Dopo la guerra Haig fu nominato conte (con una viscontea ed una baronia sussidiaria) e ricevette un'elargizione di centomila sterline. Fu comandante in capo delle forze territoriali della Gran Bretagna fino al congedo, nel 1920.
Dedicò il resto della propria vita al benessere dei reduci, viaggiando in tutto l'Impero britannico per tutelarne gli interessi. Fu fondamentale nell'istituzione del "fondo Haig" per l'assistenza finanziaria ai reduci e delle "case Haig" per reduci. Entrambe le fondazioni continuarono a erogare aiuti molti anni dopo essere state create. Fu coinvolto nella creazione della Royal British Legion, la principale organizzazione di assistenza agli ex combattenti, di cui fu presidente sino alla morte.
Mantenne legami con l'esercito anche dopo il congedo. Fu colonnello onorario del XVII e XXI Lancieri, della Royal Horse Guards, del The London Scottish, e del King's Own Scottish Borderers.
Massone, fu membro della loggia Elgin No. 91 di Leven (Scozia).
Haig morì nel 1928 a sessantasei anni. Rimase popolare sino alla morte, anche fra i reduci; al suo funerale di Stato presenziarono oltre centomila persone. È sepolto nell'abbazia di Dryburgh, sul confine scozzese.

## Controversie
Dopo la guerra, Haig fu criticato per le perdite eccessive fra le truppe britanniche, guadagnandosi il soprannome di "macellaio della Somme". Altri sono più elogiativi, sostenendo che si sia ben comportato, data la situazione e le circostanze in cui si trovava. Particolarmente, il generale statunitense John J. Pershing lo indicava come «l'uomo che vinse la guerra». Tuttavia altri storici guardano ad Haig come un inetto indifferente per le vite dei suoi soldati, che inviò ripetutamente a decine di migliaia verso la morte durante battaglie come quella di Passchendaele.
Forse l'espressione più rivelatrice dell'attitudine d'animo di Haig è la sua frase, molto successiva alla guerra: «La mitragliatrice mai rimpiazzerà il cavallo come strumento di guerra».